# Oscar Möller
Oscar Möller (* 22. Januar 1989 in Spånga) ist ein schwedischer Eishockeyspieler, der seit 2016 beim Skellefteå AIK in der Svenska Hockeyligan unter Vertrag steht.

## Karriere
Oscar Möller begann seine Karriere als Eishockeyspieler in seiner schwedischen Heimat, wo er im Nachwuchsbereich von Spånga Hockey und Djurgårdens IF aktiv war. Im Sommer 2006 wechselte der Angreifer zu den Chilliwack Bruins, die ihn beim CHL Import Draft des Jahres an Position zwei gezogen hatten und für die er zwei Jahre lang in der Western Hockey League spielte. In dieser Zeit wurde er im NHL Entry Draft 2007 in der zweiten Runde als insgesamt 52. Spieler von den Los Angeles Kings ausgewählt. Nachdem der Schwede bereits in zwei Playoff-Partien der Saison 2007/08 für die Manchester Monarchs in der American Hockey League auf dem Eis stand, absolvierte Möller in seiner ersten Spielzeit in der National Hockey League in der Saison 2008/09 insgesamt 40 Spiele für Los Angeles, in denen er 15 Scorerpunkte erzielte. In den folgenden zwei Spielzeiten stand er sowohl für die Los Angeles Kings in der NHL als auch für die Manchester Monarchs aus der AHL auf dem Eis und stieg zur Saison 2010/11 zum Assistenzkapitän im Team der Monarchs auf. Im Mai 2011 entschied er sich für eine Rückkehr nach Schweden und unterzeichnete einen Kontrakt für zwei Jahre bei Skellefteå AIK, der im Februar 2013 um vier Jahre verlängert wurde. Während dieser Zeit wurde er mit dem AIK zweimal Schwedischer Meister und einmal Vizemeister.
Im Juli 2014 wurde Möller vom AIK an Ak Bars Kasan aus der Kontinentalen Hockey-Liga ausgeliehen und kehrte nach zwei Jahren und über 140 KHL-Partien zum Skellefteå AIK zurück.

### International
Für Schwedens Nachwuchs nahm Möller an der U18-Junioren-Weltmeisterschaft 2007 sowie den U20-Junioren-Weltmeisterschaften 2008 und 2009 teil.
Mit den schwedischen Herren spielte er bei den Weltmeisterschaften 2014, als die Bronzemedaille gewonnen wurde, und 2015 sowie bei den Olympischen Winterspielen in Pyeongchang 2018.

## Erfolge und Auszeichnungen
| - 2007 Teilnahme am CHL Top Prospects Game - 2008 WHL West First All-Star Team - 2012 Schwedischer Vizemeister mit Skellefteå AIK - 2013 Schwedischer Meister mit Skellefteå AIK | - 2014 Schwedischer Meister mit Skellefteå AIK - 2014 Rinkens riddare - 2021 Rinkens riddare |

### International
- 2007 Bronzemedaille bei der U18-Junioren-Weltmeisterschaft
- 2008 Silbermedaille bei der U20-Junioren-Weltmeisterschaft
- 2009 Silbermedaille bei der U20-Junioren-Weltmeisterschaft
- 2014 Bronzemedaille bei der Weltmeisterschaft

## Statistik
(Stand: Ende der Saison 2016/17)